# Sandseryds socken
Sandseryds socken i Småland ingick i Tveta härad, ombildades 1943 till Norrahammars köping och området ingår sedan 1971 i Jönköpings kommun i Jönköpings län och motsvarar från 2016 Norrahammars distrikt.
Socknens utökades 1943 med 3,7 kvadratkilometer mark och 2 000 invånare från Barnarps socken och området har därefter en area på 56,0 kvadratkilometer, varav land 55,35. År 2000 fanns här 4 385 invånare. Norrahammar, nu en del av Jönköping, samt kyrkbyn Sandseryd med sockenkyrkan Sandseryds kyrka ligger i socknen. 

## Administrativ historik
Sandseryds socken har medeltida ursprung.
Vid kommunreformen 1862 övergick socknens ansvar för de kyrkliga frågorna till Sandseryds församling och för de borgerliga frågorna till Sandseryds landskommun. Denna senare ombildades 1943 till Norrahammars köping, och utökades samtidigt med en del från Barnarps landskommun. Köpingen uppgick 1971 i Jönköpings kommun. Församlingen namnändrades 1943 till Norrahammars församling.
1 januari 2016 inrättades distriktet Norrahammar, med samma omfattning som församlingen hade 1999/2000.  
Socknen har tillhört samma fögderier och domsagor som Tveta härad. De indelta soldaterna tillhörde Jönköpings regemente och Smålands grenadjärkår.

## Geografi
Sandseryds socken ligger söder om Jönköping med Tabergsån i östra delen och med Dummemosse i nordväst. Socknen är väster om Tabergsån höglänt skogsmark.

## Fornlämningar
Känt från socknen är rösegravar och domarringar från äldre och yngre järnåldern främst på sju äldre och ett yngre gravfält. En offerkälla är känd från kanten av Dummemosse.

## Namnet
Namnet (1345 Sandsiaryd ) kommer från kyrkbyn. Förleden innehåller namnet på en försvunnen sjö, Sandsio(r). Efterleden är ryd, röjning.

### Fotnoter
1. 1 2  Svensk Uppslagsbok andra upplagan 1947–1955: Sandseryds socken
2. 1 2  Harlén, Hans; Harlén Eivy (2003). Sverige från A till Ö: geografisk-historisk uppslagsbok. Stockholm: Kommentus. Libris 9337075. ISBN 91-7345-139-8
3. ↑  ”Förteckning (Sveriges församlingar genom tiderna)”. Skatteverket. 1989. http://www.skatteverket.se/privat/folkbokforing/omfolkbokforing/folkbokforingigaridag/sverigesforsamlingargenomtiderna/forteckning.4.18e1b10334ebe8bc80003999.html. Läst 17 december 2013.
4. ↑  Administrativ historik för Norrahammar socken (Klicka på församlingsposten). Källa: Nationella arkivdatabasen, Riksarkivet.
5. ↑  Indelta soldater, torp och rotar i Jönköpings län Arkiverad 24 januari 2012 hämtat från the Wayback Machine. Jönköpingsbygdens Genealogiska Förening
6. 1 2  Sjögren, Otto (1931). Sverige geografisk beskrivning del 2 Östergötlands, Jönköpings, Kronobergs, Kalmar och Gotlands län. Stockholm: Wahlström & Widstrand. Libris 9939
7. 1 2  Nationalencyklopedin
8. ↑  Fornlämningar, Statens historiska museum: Sandseryds socken
9. ↑  Fornminnesregistret, Riksantikvarieämbetet: Sandseryds socken Fornminnen i socknen erhålls på kartan genom att skriva in sockennamn (utan "socken") i "Ange geografiskt område"
10. ↑  Mats Wahlberg, red (2003). Svenskt ortnamnslexikon. Uppsala: Institutet för språk och folkminnen. Libris 8998039. ISBN 91-7229-020-X. https://isof.diva-portal.org/smash/get/diva2:1175717/FULLTEXT02.pdf